# Berlínské fotografické ateliéry v 19. století

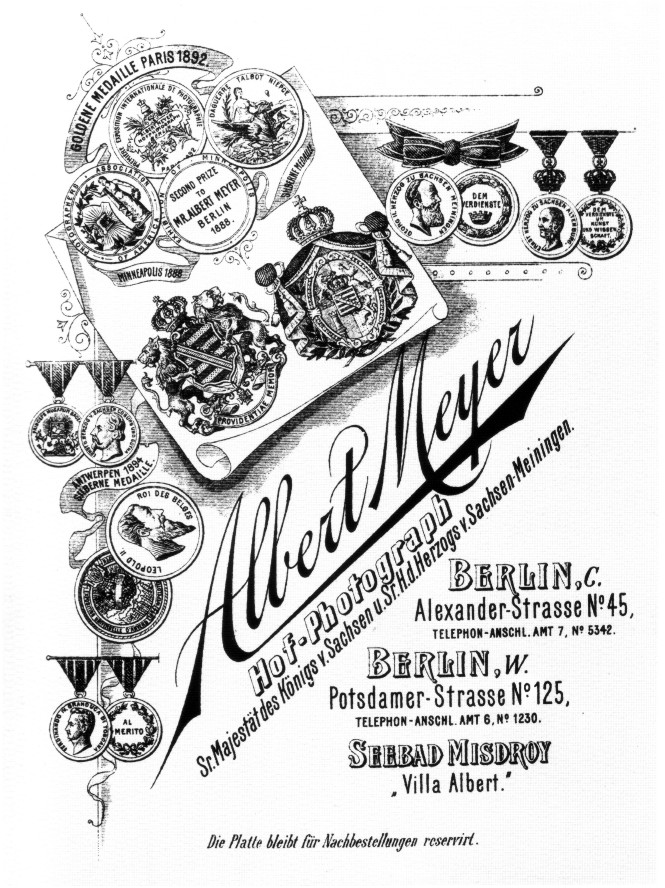
Příklad zadní strany carte de visite (CDV) Alberta Meyera s adresou jeho ateliéru

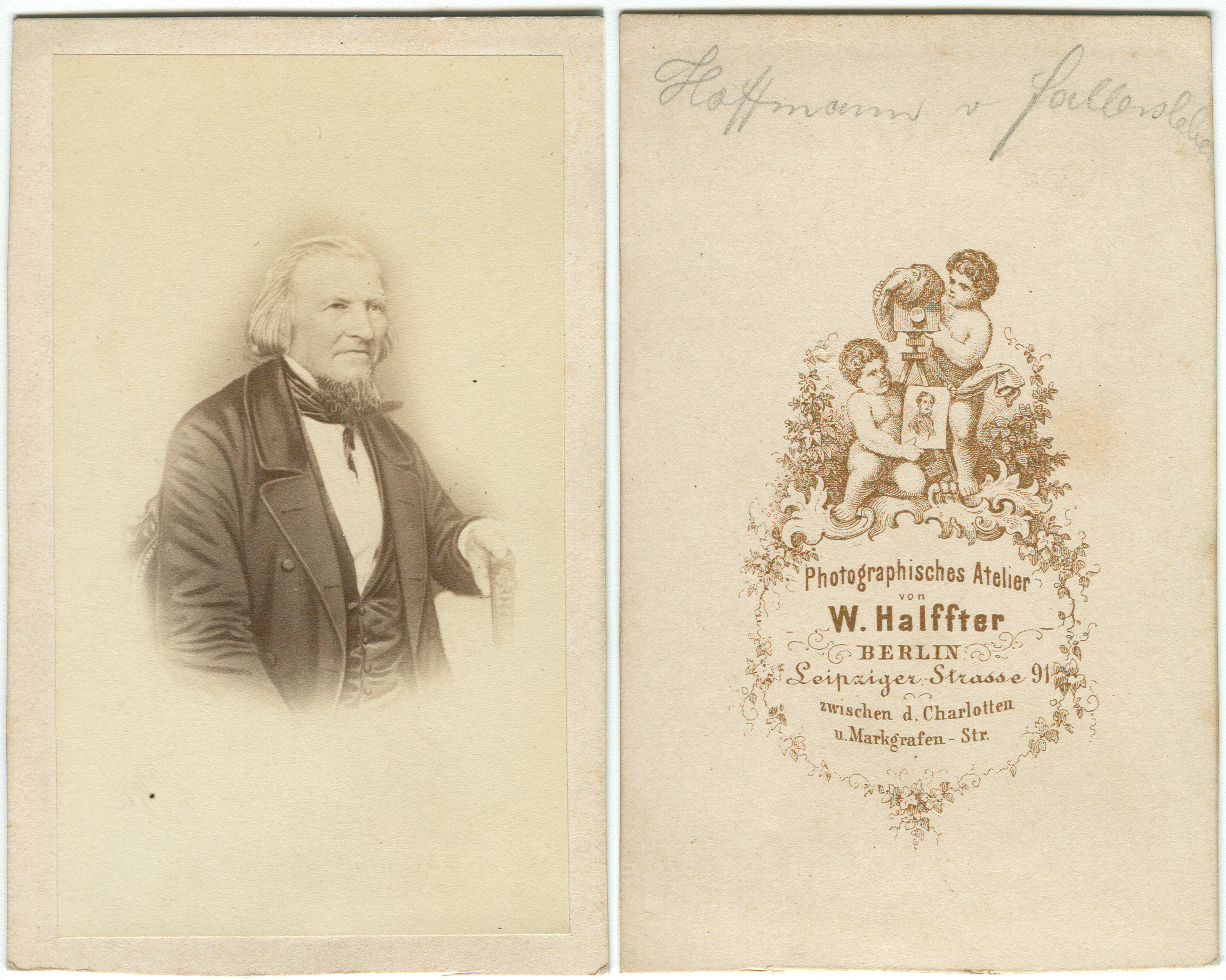
Ukázka fotografie Wilhelma Halfftera, jednoho z prvních německých fotografů, logo berlínského ateliéru na Leipziger-Strasse 91, asi 1860

Berlínské fotografické ateliéry v 19. století je téma vědeckého projektu, které bylo zahájeno v roce 2003 s výhledem na několik dalších let na Univerzitě aplikovaných věd v Berlíně v rámci programu muzeologie. Pod vedením profesorky Sibylly Einholzové se spolupracuje se společností pro dějiny Berlína založené v roce 1865 a jejíž fotografická sbírka je jedním ze základů výzkumného projektu. Na oficiálních stránkách lze nalézt abecední seznam fotoateliérů, příklady zadních stran fotografií, vybrané tematické snímky (rodiny, děti, módní fotografie oblečení nebo městské veduty) a stručnou historii na téma fotografických ateliérů v Berlíně.

## Stav výzkumu
Pro období 1870-1890 vypátrali dosud (únor 2008) studenti více než 800 jmen fotografů, kteří jsou prezentováni v inovované on-line databázi s adresami a letopočty. „Pokud se v Berlíně započítají všechny ateliéry od roku 1850 do roku 1900, jejich počet přesáhne 1500“.

## Známí fotografové
- Martin Balg
- Emil Bieber
- Philipp Graff
- Wilhelm Halffter
- Julius Kricheldorff
- Albert Meyer (fotograf)
- Neue Photographische Gesellschaft
- Julius Cornelius Schaarwächter
- Friedrich Albert Schwartz